# Suir
Il fiume Suir (in gaelico An tSiúr or Abhainn na Siúire) è un fiume irlandese che sfocia nel Mare Celtico, vicino a Waterford, dopo avere coperto una distanza di circa 184 km. Il Suir ha un bacino di circa 3526 km quadrati ed è un fiume decisamente apprezzato. dagli appassionati di pesca per l'alto numero di trote che vi vivono. Seppure il più grande salmone mai pescato nei fiumi irlandesi sia stato catturato proprio in questo fiume (pesava circa 26 kg), la pesca di questa specie è in declino già da parecchio tempo. Sorge sulla celebre montagna conosciuta come Devil's Bit, che si trova poco a Nord di Templemore, nella contea di Tipperary e scorre attraverso Loughmore, Thurles, Holycross, Golden e Knockgraffon. Dopo avere ricevuto le acque dell'affluente Tar, gira ad Est presso le Comeragh Mountains, fungendo da confine tra le contee di Kilkenny e Waterford. Arrivato a Waterford si unisce al Barrow e al Nore costituendo un estuario navigabile. Il trio composto dai fiumi precedentemente menzionati prende il nome di "Le tre sorelle".
Il nome gaelico del fiume è Siúr e ci sono molte discussioni riguardo alla sua corretta pronuncia.
Sono stati trovati agli inizi del secolo XXI, poco prima di Waterford, le tracce di un antico villaggio vichingo.
A Clonmel le esondazioni del fiume, in seguito a pesanti precipitazioni, arrivarono a coprire un'area di 2173 km quadrati. L'Office of Public Works (OPW) installò, proprio a seguito di tale avvenimento, un sistema di previsione di alluvioni, che si rivelò di importanza cruciale per evitare effetti pesanti nel gennaio del 2008 e nello stesso mese dell'anno seguente.
Lungo un tratto del fiume, situato nella contea di Kilkenny, vicino alla cittadina di Mooncoin, fu composta una delle più celebri e apprezzate canzoni popolari irlandesi: " The Rose of Mooncoin" e proprio una parte della ballata recita: " On the banks of the Suir, that flows down by Mooncoin". ( trad. Sulle rive del Suir, che scorre presso Mooncoin).